# SC Humaitá
Der Sport Clube Humaitá, in der Regel nur kurz Humaitá genannt, ist ein Fußballverein aus Porto Acre im brasilianischen Bundesstaat Acre.
Aktuell spielt der Verein in der vierten brasilianischen Liga, der Série D sowie in der Staatsmeisterschaft von Acre und der Copa do Brasil.

## Erfolge
- Staatsmeisterschaft von Acre: 2022
- Staatsmeisterschaft von Acre – Segunda Divisão: 2016

## Stadion

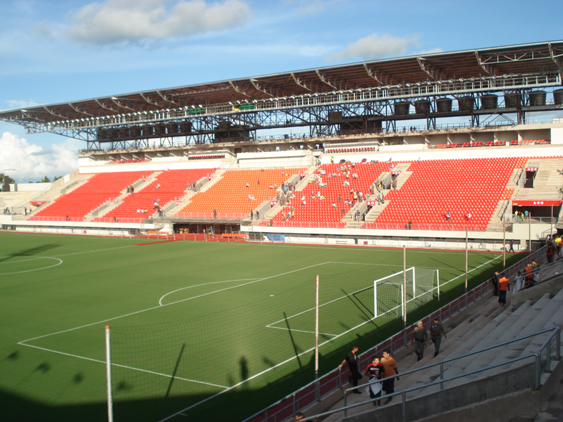
Arena da Floresta

Der Verein trägt seine Heimspiele in der Arena da Floresta in Rio Branco aus. Das Stadion hat ein Fassungsvermögen von 20.000 Personen. Eigentümer der Sportstätte ist der Bundesstaat Acre.

## Trainerchronik
Stand: Oktober 2024
| Trainer            | Nation    | von               | bis           |
| ------------------ | --------- | ----------------- | ------------- |
| Emanoel Sacramento | Brasilien | 29. Dezember 2021 | 2. Mai 2022   |
| Álvaro Miguéis     | Brasilien | 4. Mai 2022       | 5. April 2023 |
| Kinho              | Brasilien | 14. Februar 2024  | 14. Juni 2024 |
| Leandro Santos     | Brasilien | 14. Juni 2024     |               |